# Polonosuchus
Polonosuchus (лат., от лат. Polonium — Польша и др.-греч. σοῦχος — крокодил) — род архозавров из семейства рауизухид (Rauisuchidae) клады Loricata, живших во времена триасового периода (карний — норий) на территории современной Польши. Включает единственный типовой вид — Polonosuchus silesiacus.

## История изучения

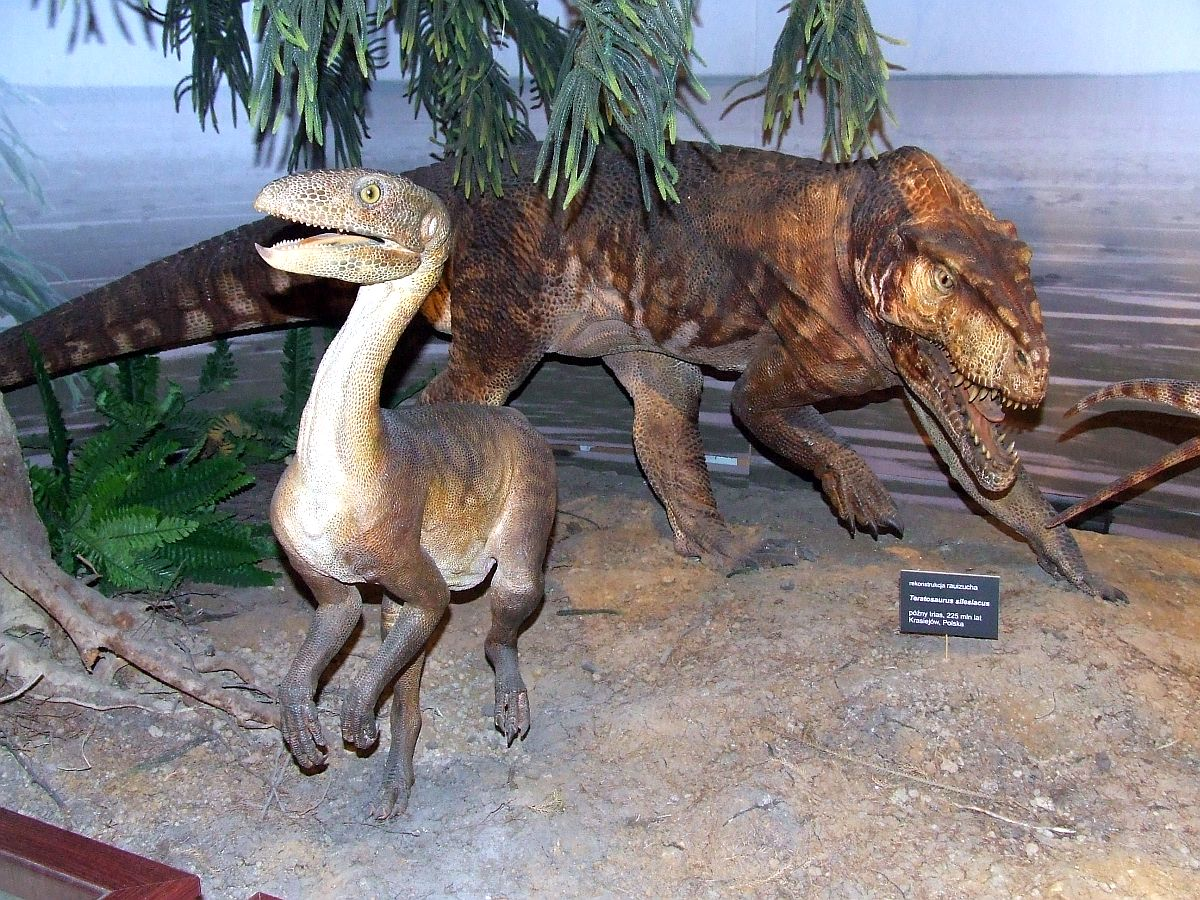
Реконструкция: Polonosuchus silesiacus (на заднем плане) охотится на силезавра (Silesaurus opolensis). Музей эволюции польской академии наук

В 2000 году во время раскопок триасового местонахождения позвоночных Krasiejow в Ополье в Силезии (Польша) были обнаружены кости равизухии. Ископаемые остатки включали в себя фрагменты черепа и части посткраниального скелета, в том числе 12 сочленённых хвостовых позвонков. В 2005 году Т. Сулей на основании голотипа ZPAL Ab III 563 описал новый вид Teratosaurus silesiacus.
В 2009 году Brusatte с коллегами, проведя сравнительный анализ остатков этого вида с другими европейскими равизухиями, выделили его в отдельный род Polonosuchus, отнеся последний к группе Rauisuchia. В 2011 году Несбитт подтвердил такое выделение, уточнив объемлющий таксон до семейства Rauisuchidae.

## Описание
Длина черепа Polonosuchus silesiacus — около 40 см, общая длина была около 3 метров. Опубликованная реконструкция скелета во многом базируется на знаниях о самом известном равизухиде — постозухе. Ящера изображают четвероногим, но в последнее время вновь возникло предположение о бипедальности постозуха. На основании этого можно заключить, что Polonosuchus все же мог быть факультативно двуногим.
В 2008 году много шума наделало сообщение о находке из верхнетриасовых отложений (рэт) Польши «предка тираннозавров», «самого древнего представителя тетанур», прозванного «Польским драконом». В реальности, вероятно, максилла этого «динозавра» принадлежит равизухии, близкой к Polonosuchus.